# Stephania wightii
Stephania wightii är en tvåhjärtbladig växtart som först beskrevs av George Arnott Walker Arnott, och fick sitt nu gällande namn av Stephen Troyte Dunn. Stephania wightii ingår i släktet Stephania och familjen Menispermaceae. Inga underarter finns listade i Catalogue of Life.